# Marktkreuz (Carnwath)

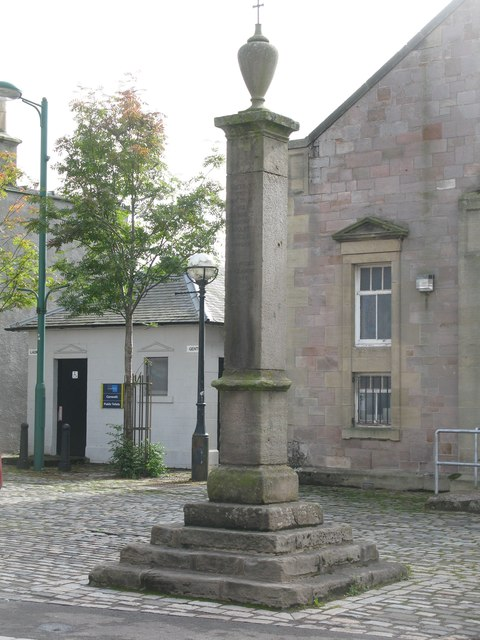
Marktkreuz von Carnwath

Das Marktkreuz von Carnwath ist ein Marktkreuz in der schottischen Ortschaft Carnwath in der Council Area South Lanarkshire. 1971 wurde das Bauwerk in die schottischen Denkmallisten in der höchsten Denkmalkategorie A aufgenommen.

## Geschichte
Im Jahre 1679 berichtete James Somerville, 11. Lord Somerville, dass sein Vorgänger Hugh Somerville, 5. Lord Somerville im Jahre 1516 ein Marktkreuz in Carnwath errichten ließ. Das heutige Marktkreuz stammt jedoch aus dem 17. Jahrhundert. Während eines Sturms in den frühen 1960er Jahren wurde der Abschluss des Kreuzes beschädigt. Der heutige Abschluss entspricht nicht mehr dem Originalzustand.

## Beschreibung
Das Marktkreuz steht an der Main Street (A70) vor dem Rathaus. Es ruht auf einem vierstufigen Podest. Von einem Sockel erhebt sich das Kreuz mit quadratischem Grundriss. Es ist mit umlaufenden Gurt- und Kranzgesimsen gestaltet. Eine Inschrift gibt die Wegstrecken nach Edinburgh und Ayr an. Das Marktkreuz schließt mit einer birnenförmigen Vase mit aufsitzendem Kreuz.